# Spandau Ballet
Spandau Ballet je britanski glazbeni sastav osnovan 1976. u Londonu. Sastav su pod imenom The Cut osnovali Gary Kemp (pjevač i tekstopisac) i Steve Norman (gitara). Naknadno se sastavu pridružuju John Keeble (bubnjevi) i Michael Ellison (bas). Nakon par mjeseci ulogu basiste preuzima Richard Miller, a njega uskoro mijenja Martin Kemp, Garyjev brat. U međuvremenu, Steve i Gary za menadžera sastava angažiraju Stevea Daggera koji će postati dio njihovog uspjeha. Iako su već jednom promijenili ime u The Makers, odlučuju se za novo ime, Spandau Ballet. 
Iako su u počecima zvukom nalikovali Rolling Stonesima i The Kinksima, postupno su u glazbu počeli uvoditi elektroniku, te tako postali jednim od pionira novog romantizma početkom 1980-ih. Prvi ugovor potpisuju 1981. s izdavačkom kućom Chrysalis Records i iste godine izdaju prvi album Journeys to Glory. Na albumu se nalaze prije snimljeni uspješni singlovi "To Cut a Long Story Short", "The Freeze" i "Musclebound". Kao i prvom, drugom albumu Diamond (izdanom 1982.) prethodio je prije snimljeni uspješni singl "Chant No. 1 (I Don't Need This Pressure On)". 
True je njihov treći album snimljen 1983. U to vrijeme Steve Norman počinje svirati saksofon, a sam album je nešto nježnijeg zvuka od prethodnika. Popraćen singlovima "True" i "Gold" album je dosegao vrhove ljestvica u mnogim zemljama i sastavu priskrbio status svjetski poznatih glazbenika. Ništa manje uspješan bio je i album Parade iz 1984. Promotivni singl albuma "Only When You Leave" je bio njihov zadnji uspješni singl u SAD-u. Krajem iste godine nastupili su kao dio Band Aida, a nastupili su i na Wembleyu kao dio velikog humanitarnog koncerta Live Aida 1985. 
Kompilaciju hitova The Singles Collection izdaju iste godine, a već sljedeće izdaju novi studijski album Through the Barricades. Odmak je to od dotadašnjeg zvuka prema rocku. Sam album i singl "Fight For Ourselves" bili su popularni u Europi i Australiji, ali ne i SAD-u. 
Nakon njega braća Kemp se okreću glumačkim vodama te nakon tri godine, 1989. izdaju šesti studijski album Heart Like a Sky. Album izlazi samo na nekim tržištima, i, osim u Italiji, prolazi nezapaženo. Sastav ubrzo objavljuje prestanak rada, s obzirom na to da je Gary sve rjeđe nastupao sa sastavom, te nastavljaju sa samostalnim karijerama. Hadley, Norman i Keeble 1990. pokreću sudsku parnicu protiv Garya Kempa, ali je gube i Kemp postaje vlasnik prava na korištenje imena sastava.
Unatoč svemu, nakon skoro 20 godina, sastav se okuplja 2009. i u listopadu izdaju novi album Once More koji sadrži nanovo snimljene stare hitove i dvije nove pjesme. Krajem godine počinju turneju The Reformation Tour u sklopu koje su nastupili i u zagrebačkom Domu sportova 27. veljače 2009.

## Studijski albumi
- Journeys to Glory (1981.)
- Diamond (1982.)
- True (1983.)
- Parade (1984.)
- Through the Barricades (1986.)
- Heart Like a Sky (1989.)
- Once More (2009.)

## Vanjske poveznice
- Službene stranice sastava